# Chlorita szelenica
Chlorita szelenica är en insektsart som beskrevs av Dlabola 1967. Chlorita szelenica ingår i släktet Chlorita och familjen dvärgstritar. Inga underarter finns listade i Catalogue of Life.